# Малсфелд
Малсфелд (њем. Malsfeld) општина је у њемачкој савезној држави Хесен. Једно је од 27 општинских средишта округа Швалм-Едер. Према процјени из 2010. у општини је живјело 4.185 становника. Посједује регионалну шифру (AGS) 6634013.

## Географски и демографски подаци
Малсфелд се налази у савезној држави Хесен у округу Швалм-Едер. Општина се налази на надморској висини од 192 метра. Површина општине износи 34,5 km². У самом мјесту је, према процјени из 2010. године, живјело 4.185 становника. Просјечна густина становништва износи 121 становника/km².

## Међународна сарадња
| Мјесто | Држава    | Врста сарадње | Од    |
| ------ | --------- | ------------- | ----- |
| Баг    | Мађарска  | партнерство   | 1995. |
|        | Француска | партнерство   | 1984. |
| Извор  |           |               |       |